# Димитрије Пецић
Димитрије Пецић (рођен 1961. у Приштини) је српски сликар.

## Биографија
Рођен је 1961. године у Србији. Завршио је сликарство на Факултету ликовних уметности Универзитета уметности у Београду 1986. године, а звање магистра је стекао 1989. године. Члан је Удружења ликовних уметника Србије. Ради на Факултету ликовних уметности Универзитета уметности у Београду у звању редовног професора. Руководилац је Центра за Графику и Визуелна истраживања Факултета ликовних уметности у Београду од 2012, а декан Факултета ликовних уметности од 2014. године. Излагао је на тридесет самосталних и већем броју групних изложби у Србији и иностранству. Учествовао је у раду међународних графичких радионица у Београду, Урбину, Лајпцигу и Гуанлану. Добитник је награда „Велики печат” галерије „Графички колектив” 2005, „Златна игла” на Пролећној изложби УЛУС-а 2005, награде Бијенала графике у Уметничком павиљону „Цвијета Зузорић” 2009. и награде за цртеж на Првом београдском Тријеналу цртежа и мале пластике 2012.